# Gerardo Chendo
Gerardo Chendo (Buenos Aires, 26 giugno 1970) è un attore argentino.

## Biografia
Verso i 20 anni prese lezioni di recitazione, apprendendo la professione da Joy Morris, Carlos Gandolfo, Federico Herrero, Pompeyo Audibiert e Sotigui Kouyate. 
Le sue apparizioni sono in Buenos vecinos e un anno dopo nel film 76-89-03, la prima opera di Flavio Nardini e Cristian Bernard. Nello stesso periodo partecipò in varie occasioni con ruoli molto piccoli nella commedia cinematografica Apariencias e ad un episodio della serie televisiva Tiempo final. Nel 2003 ha interpretato Diego nel film Nadar solo.
Dal 2004 al 2005 ha interpretato il dottor Claudio Bonilla nella telenovela Flor - Speciale come te. Nel cinema è apparso in Il dado è tratto, Judíos en el espacio, Sola, como en silencio e Cruzaron el disco, nell'ultimo episodio de Los simuladores e in Alma pirata. 
Nel 2007 ha interpretato Mogli in Teen Angels, e un anno dopo Gaby, l'omosessuale di Aquí no hay quien viva, commedia che racconta della convivenza caotica in un edificio abitato dai vicini abbastanza pettegoli; figura poi nella telenovela Don Juan y su bella dama, interpretando Pascual.

## Filmografia

### Cinema
- 76 89 03, regia di Flavio Nardini e Cristian Bernanrd (1999)
- Apariencias, regia di Alberto Lecchi (2000)
- No dejaré que no me quieras, regia di José Luis Acosta (2002)
- Sola, como en silencio, regia di Mario Levín (2003)
- Nadar solo, regia di Ezequiel Acuña (2003)
- Cruzaron el disco, regia di Fernando Criscenti (2004)
- Judíos en el espacio, regia di Gabriel Lichtmann (2005)
- La suerte está echada, regia di Sebastián Borensztein (2005)
- Bichos raros, regia di Cristián Jiménez e Matías Bertilotti (2016)
- Después de las 12 historias breves, regia di Antonella Quercia (2016)
- Salud mental, regia di Martín Salinas (2019)

### Televisione
- Montaña rusa, otra vuelta – serial TV (1996)
- Como pan caliente – serial TV (1996)
- Naranja y media – serial TV (1997)
- Feliz Domingo – programma TV (1997-1999)
- Chiquititas – serial TV (1998)
- Buenos vecinos – serial TV (1999)
- Primicias – serial TV (2000)
- Culpables – serie TV (2001)
- 22, el loco – serial TV (2001)
- Tiempo final – serie TV (2002-2003)
- Son amores - serial TV (2003)
- Los simuladores – serie TV (2003)
- La niñera – serial TV (2004)
- Flor - Speciale come te (Floricienta) – serial TV (2004-2005)
- Amor mío – serial TV (2005)
- Conflictos en red – serie TV (2005)
- Un cortado, historias de café – serie TV (2005)
- Alma pirata – serial TV (2005)
- Teen Angels (Casi Ángeles) – serial TV (2007-2008)
- Aquí no hay quien viva – serie TV (2008)
- Don Juan y su bella dama - serial TV (2008-2009)
- Los exitosos Pells – serial TV (2009)
- Horizontes – serial TV (2009)
- Malparida – serial TV (2010-2011)
- Yo soy virgen – webserie (2010)
- Maltratadas – miniserie TV, 2 episodi (2011)
- El pueblo del pomelo rosado (2011)
- Combinaciones (2011)
- Herederos de una venganza – serial TV (2012)
- El hombre de tu vida – serie TV (2012)
- Amores de historia – serie TV (2012)
- Historias de corazón – programma TV (2013)
- Historia clínica – programma TV (2013)
- Todo se transforma – programma TV, conduttore (2014)
- Entre canibales – serial TV (2015)
- Bichos raros – serie TV (2018)
- Otros pecados – serie TV (2019)
- El tigre verón – serie TV (2020)

## Doppiatori italiani
Nelle versioni in italiano delle opere in cui ha recitato, Gerardo Chendo è stato doppiato da:
- Sergio Luzi e Gianluca Crisafi in Flor - Speciale come te[1]
- Gianluca Crisafi in Teen Angels[2]